# Republica Moldova la Jocurile Olimpice de Tineret 2016
Republica Moldova a participat la Jocurile Olimpice de Tineret 2016 din Lillehammer, Norvegia în perioada 13 - 20 februarie 2016. Echipa a fost formată din doi sportivi care au concurat în cadrul a două sporturi. Campioana olimpică Larisa Popova, specialist principal la Comitetul Național Olimpic și Sportiv, a fost șefa misiunii Republicii Moldova la Jocurile Olimpice de Tineret 2016.

## Competitori
| Sport     | Masculin | Feminin | Total |
| --------- | -------- | ------- | ----- |
| Sanie     | 1        | 0       | 1     |
| Schi fond | 1        | 0       | 1     |
| Total     | 2        | 0       | 2     |

## Sanie
Republica Moldova a calificat un sportiv, Leonard Cepoi. Antrenorul lui este tatăl său, sănierul Liviu Cepoi.
| Sportiv       | Probă           | Manșa 1 | Manșa 1 | Manșa 2 | Manșa 2 | Total    | Total |
| Sportiv       | Probă           | Timp    | Loc     | Timp    | Loc     | Timp     | Loc   |
| ------------- | --------------- | ------- | ------- | ------- | ------- | -------- | ----- |
| Leonard Cepoi | Simplu masculin | 48.656  | 9       | 48.580  | 9       | 1:37.236 | 9     |

## Schi fond
România a calificat un sportiv, Cristian Bocancea. Antrenorul său este Nadejda Bria.
| Sportiv           | Probă                  | Calificări | Calificări | Sferturi de finală | Sferturi de finală | Semifinale   | Semifinale   | Finală       | Finală       |
| Sportiv           | Probă                  | Timp       | Loc        | Timp               | Loc                | Timp         | Loc          | Timp         | Loc          |
| ----------------- | ---------------------- | ---------- | ---------- | ------------------ | ------------------ | ------------ | ------------ | ------------ | ------------ |
| Cristian Bocancea | 10 km clasic masculin  |            |            |                    |                    |              |              | 27:49.7      | 39           |
| Cristian Bocancea | Sprint clasic masculin | 3:48.01    | 47         | Nu a avansat       | Nu a avansat       | Nu a avansat | Nu a avansat | Nu a avansat | Nu a avansat |
| Cristian Bocancea | Cros masculin          | 3:34.37    | 39         |                    |                    | Nu a avansat | Nu a avansat | Nu a avansat | Nu a avansat |